# えのぐ
えのぐは、日本のVRアイドルで、バーチャルアイドル事務所「えのぐ合同会社」所属のアイドル。
主にYouTubeでの生配信、オリジナル楽曲の発表、及びライブを行っている。活動の目的は、VRアイドル、バーチャルアイドルを誰でも知っている当たり前の存在にすること、その上で世界一のVRアイドルになることである。

## 概要

### 「あんたま」時代
東京ビッグサイトにて2017年8月11日から13日に開催された「コミックマーケット92」の企業ブース西1F企1132にて、「プロジェクト名未定」として、cluster.というサービスを利用してVRアイドルとリアルタイムで会話ができるという内容で出展していた。
当初は鈴木あんずと白藤環の2人「あんたま」で活動を開始。出展時に掲げたキャッチコピーは「アイドルに、なりたいと思った。」だった。第2候補として「私のことなんか、誰も知らない。」があった。
コミックマーケット92の3日間の間に公式twitterのフォロワー数が10,000人を超えるとデビューできるということで活動していた。しかし事前の告知不足から、目標は未達に終わった。
コミケの失敗後、いくつかのレコード会社を回った末に、興味を持ったレコード会社が見つかり、2017年9月30日までに公式Twitterのフォロワー数が10,000人を超えるとCDデビューできるという新たな目標の下で活動していた。
2017年9月24日に公式Twitterのフォロワー数10,000人を達成し、無事CDデビューが決定する。発売はユニバーサルミュージック。

### 「えのぐ」結成
2018年2月21日に重大発表としてレコード会社の提案からメンバーを増やす方針のため、女優部所属である日向奈央と栗原桜子と夏目ハルの3人を加えた5人としての活動の是非を信任で問う発表が出され、2018年3月8日に信任から一転事務所の決定で正式に5人での活動となる。
決定した当初はグループ名が決まっておらず、あんたまと女優部という形で呼ばれていたが、2018年3月22日にえのぐ（仮）として発表され、2018年3月29日に正式にえのぐがグループ名となった。
2018年5月5日に初オリジナル曲「えのぐ」のお披露目ライブがYouTubeにて配信された。
2018年8月10日の『岩本町劇場プレオープン記念ライブ』にて初のVRライブが開催された。その模様はライブビューイングとYouTubeでも配信された。キャッチコピーは「このえのぐセットやばい」だった。第二候補は栗原桜子発案で画材としての「絵具」っぽさも取り入れた「汚れてもいい服で来てね」だった。
また同ライブ内で女優部の名前が「ひなつくり」に変更されること、1stシングルが11月28日に発売されること、えのぐのファンクラブが設立されることが発表された。
2018年8月13日にえのぐのファンクラブの事前申し込みが開始され、1stシングルの発売日と同日である2018年11月28日にえのぐ公式ファンクラブ -No,6-がオープンした。
2019年2月16日に『直感ｘアルゴリズム♪ Tacitly 1st AR LIVE』にゲスト出演し、Tacitly（Linlin、Xi）と東雲めぐ、米米米（まいべいべー）（つや姫、萌えみのり、ミルキークイーン）とコラボした。また初のARライブとなった。
2019年4月7日に開催されたえのぐ1周年記念ライブ『Enogu 1st Anniversary Live 〜ARe You Ready?〜』では初のワンマンARライブとなる。
2019年3月8日、メンバーの夏目ハルの一時休養が公式より発表された。
2019年4月1日、業務提携先のパルス株式会社が、開発・運営する次世代音楽ライブ体験スマホアプリ「INSPIX（仮）」にて、テスターの募集及びテストライブの開催を発表し、そのテストライブを担当することが決定した。
2019年4月2日、メンバーの栗原桜子の一時休養が公式より発表された。
2019年4月29日、えのぐに逢いに恋プロジェクトの始動が発表された。
2019年8月1日、えのぐの公式サイトが設立された。
2019年9月9日、活動を一時休養していたメンバーの夏目ハルの復帰が公式より発表された。
2019年10月7日、4か月連続ソロシングル発売、某クリエイターチームがデザインした「えのぐ」コンセプトのアパレルの誕生が発表された。
2020年1月31日、活動を一時休養していたメンバーの栗原桜子が2020年2月29日をもってアイドル活動を引退することが発表された。
2020年2月22日、ファンコミュニティアプリfanicon内にそれぞれ個人ファンクラブを開設（鈴木あんず：「あんずをキメる。」、白藤環：「好きすぎてしんどルーム」、夏目ハル：「夏目ハルと糖分生活（*´꒳`*）」、日向奈央：「ひなおっち」）。
2020年7月18日、緊急生配信内でラジオ日本からパーソナリティ白藤環による『えのぐ白藤環の推してまいる!』のラジオ放送開始（2020年8月2日（1日深夜） - 、毎週日曜日 2:00〜2:30（土曜日深夜））を発表。
2021年、えのぐ新曲「BRAVER」が「2021年高校野球 都道府県別大会テーマソング」に決定した。
2021年9月29日の「BRAVER」発売を記念して9月21日にリミスタでインターネットサイン会、また10月9、10、30、31日に個別トーク会を開催。
タワーレコードのフリーペーパー『bounce』2021年10月号は表紙にBRAVERのジャケット写真が掲載された。
2021年12月15日の「Defiant Deadman Dance」発売を記念してリミスタで2022年1月15、16、22、23日に個別トーク会、1月29日にグループトーク会を開催。
テレビ朝日系『musicる TV』の12月度EDテーマに「Defiant Deadman Dance」が選ばれた。
2022年2月27日、アニメイト通販からオンラインくじ「えのぐ結成4周年記念くじメイト」を発売、それに合わせニコニコ生放送で特別番組『【ゲスト：高柳明音】えのぐ結成4周年記念特番!!えのぐのみ〜つ!!』を放送。
2022年3月31日の「雲外蒼天」発売を記念して3月21日にリミスタでインターネットサイン会、また4月9、17日に個別トーク会を開催。
2022年5月11日の「Possible」発売を記念して4月29日にリミスタでインターネットサイン会、また5月7、8、14、21日に個別トーク会、22日にグループトーク会を開催。
2022年6月20日より、鈴木あんずがMildomでゲーム実況を開始。
2022年7月10日、メンバーの夏目ハルが2022年12月31日をもってアイドル活動を引退することが発表された。
2022年8月10日のえのぐメンバーのソロコンピレーション・アルバム『My Song』発売を記念して7月31日にリミスタでインターネットサイン会、また9月10、11日、10月1日に個別トーク会、10月2日にグループトーク会を開催。
TIFアイドル総選挙2022において4位を獲得。最終日のグランドフィナーレへの出場権は3位までのため、惜しくも出場はならず。
2022年8月14日、鈴木あんず・日向奈央・夏目ハルの3名が新型コロナウィルスに感染していることが発表され、グループ活動が一時停止となった（その後、8月21日にメンバー全員の全快が報告され、グループ活動を再開）。
2022年9月3日、アニメイト通販からオンラインくじ「大絶響祭 2022 SUMMER記念くじメイト」を発売、それに合わせ9月4日、ニコニコ生放送で特別番組『【ゲスト：成瀬瑛美】大絶響祭 2022 SUMMER記念特番!!えのぐのみ〜つ!!2』を放送。
2022年11月9日のセカンドアルバム『なら、真っ白から始めよう。』発売を記念して10月31日にリミスタでインターネットサイン会、また11月19、23日、12月3、11日に個別トーク会を開催。
2022年10月10日、えのぐのインスタグラムを開設。
テレビ朝日系全国放送『musicるTV』の2022年11月度EDテーマに「鏡花水月」が選ばれた。これは、2021年12月度のEDテーマに選ばれた「Defiant Deadman Dance」に続き2度目となる。
2022年12月1〜31日、USEN『最新☆TV&CINEMA』で「鏡花水月」がOA。
2022年12月3〜18日、「バーチャルマーケット2022Winter」内で特設ライブワールド"えのぐライブin Vket2022 Winter"を開催。
2022年12月28日の『大絶響祭2022WINTER☆Beat of Stellar第二陣』をもって2022年のライブ出演数50公演を達成。合わせて、本公演がえのぐ4人体制のラストライブとなること、及びえのぐのハモリ担当を夏目ハルから白藤環に引き継ぐことが発表された。
2022年12月31日をもって夏目ハルはアイドル活動を引退し、以後は岩本町芸能社の非常勤広報としてえのぐに関わることとなった。
2023年2月19日の『えのぐワンマンライブ-Re:build III-』において、えのぐが3人体制となっても最高を更新し続けるため、日向奈央がえのぐのリーダー、白藤環がえのぐのキャプテン、鈴木あんずがえのぐのセンターと、それぞれの役割を明確に決めたことが発表された。
2023年3月6日の『#えのぐ青春活動記録 -生放送番組 vol.3-』において、えのぐの冠ラジオ番組『EMOSHARE presents えのぐっとコミュ!』（United North、毎週火曜日 18:00〜19:00）を4月4日から放送開始することが発表された。
2023年4月13日より毎週木曜日にえのぐの日常を描いたえのぐ4コマ劇場をツイッター及びpixivに掲載。
2023年4月15日、「enogu 5th Anniversary Live -星は、三度瞬く-」において、えのぐの新しいグループロゴ（通称：Twinkle）が発表された。
2023年4月25日、えのぐ初の海外ライブ出演（2023年5月13日の「#DSPMLIVE EXTRA in TAIPEI」）を発表。
2023年5月22日の『#えのぐ 青春活動記録 -生放送番組 vol.14- 』、及びVTuberスタイル2023年6月号において、Virtual Idol、Virtual Artist、VTuberが平等に”ステージ”で輝ける場所を提供するため、えのぐがプロデュースする定期対バンイベント（タイトルは一般公募により決定）を開催することが発表された。初回開催は2023年7月23日。
2023年7月2日、えのぐがプロデュースする定期対バンイベントの名称を「Virtual Artist Fes VRide!」とすること、及び第1回の出演者が発表された。
2023年8月4〜5日に行われた「TIFアイドル総選挙2023」において、えのぐは予備選挙で1位となり、8月6日の本選挙への出場権を手にした本選挙では3位の結果だった。
2023年9月22日、福島放送の『シェア!』でえのぐは地上波テレビ初出演。
2023年11月6日、所属する岩本町芸能社が2024年3月をもって廃業・倒産することを発表。それに伴って「えのぐ」は同年12月31日をもって同社を退所し、メンバー3名による合同会社を設立し移籍することを発表した。なお「えのぐ」及びメンバー3名の全ての権利も新会社に移転する。
2023年11月20日の『#えのぐ 青春活動記録 -生放送番組 vol.35- 』内で、新企画『プロジェクトeee(イー)』が発表された。プロジェクトeeeとは、えのぐ再建プロジェクトの総称。3つのeは、えのぐ3人のプロジェクトであることを意味し、そしてえのぐが大切にしているenjoy,epoch,experience(楽しい、新時代、体験)の頭文字を取って名前を付けている。実施内容は、大絶響祭 2023 WINTER -ONE DAY MORE-開催に向けて、１．12月から鈴木あんずと白藤環がYouTubeで毎日配信、２．日向奈央がミクチャを開設し弾き語り等を配信、３．Tiktokで毎日楽曲紹介、及び過去のライブ映像を編集して配信、４．YouTube shorts、Tiktok、インスタグラムで毎日カウントダウン動画を配信、５．12月23～30日までポストキャンペーン、６．11月21日よりえのぐ公式LINE開始、というものである。また、12月1日より一部の配信を除き、YouTubeでスーパーチャットを解禁した。

2023年11月25日から日向奈央がミクチャで配信を開始。

2023年12月31日をもってえのぐは岩本町芸能社を退所した。
2024年1月8日、新会社の名称を「えのぐ合同会社」としたこと、及びえのぐDiscordの新設を発表した。同日、白藤環がSpoonで配信を開始。
2024年2月3日、えのぐ合同会社のCAMPFIRE コミュニティを公開し、毎月のえのぐ運営の支援者募集を開始。
2024年4月6日より、えのぐのTalkportを開始。
2024年4月8日、6周年ワンマンライブのキービジュアル兼アーティスト写真を公開。
2024年7月8日、えのぐYouTubeチャンネルのメンバーシップを開設。
2024年8月19日に、同年9月1日をもってMildomの配信サービス終了が発表されたのに伴い、鈴木あんずのMildomでのゲーム配信も8月28～29日の龍が如く0　誓いの場所のクリアを最後に終了となった。
2024年9月23日、えのぐ合同会社の企業ロゴを発表、及びえのぐ3人の個人チャンネルを開設し、10月1日から運用を開始することを発表。また、合わせて2025年1月4～5日の2DAYSで「enogu Re:1st one-man Live -THE FIRST-」を開催するためのクラウドファンディング「あなたとつくる！えのぐ 2DAYS ONE0MAN LIVEプロジェクト」を9月30日～11月11日にかけて実施することを発表。
2024年9月25日、えのぐ3rdアルバム「真っ白は色褪せない」を発売。
2024年9月28日より、Spotifyで毎週1回、えのぐ公式ポッドキャスト「えのぐはお話したい！！！」の配信を開始。
2024年9月30日 21:00からクラウドファンディングを開始、開始後1時間で目標金額の100%を達成。また、翌10月1日には最初のストレッチゴール「全編生バンド演奏ライブにグレードアップ」を達成。10月8日には2つ目のストレッチゴール「YouTube無料生中継配信」を達成。11月3日には3つ目のストレッチゴール「えのぐメンバー3人のLive2D制作」を達成。クラウドファンディング最終日の11月11日に4つ目のストレッチゴール「ライブBlu-ray制作&一般販売!!」を達成。そして終了まで残り1分で5つ目のストレッチゴール「えのぐメンバー3人の新衣装制作!!」を達成。最終の支援総額は30,395,643円、支援者数1,148人に到達した。
2024年12月2日、えのぐがプロデュースするバーチャルアーティストフェス「VRide!」vol.16で、試験的にオーディション枠を設けることを発表。
2025年1月23日、日向奈央の個人YouTubeチャンネルが収益化を達成。
2025年1月25日、えのぐ合同会社が1周年を迎えた。
2025年2月10日、バーチャルアーティストのライブ・イベントを誰もが投稿・閲覧できるカレンダー式のポータルサイト「VIRTUAL LIVE CALENDER」(β版)を発表した。
2025年4月6日からスタートするラジオ新番組「Collection」（FM大阪、毎週日曜21:30～21:55）でえのぐがMCを務めることが決定した。
2025年3月4日、白藤環の個人YouTubeチャンネルが収益化を達成。
2025年3月10日、えのぐの新しい公式ホームページを発表した。
2025年3月22日、VRアイドル「えのぐ」グループ結成7周年のお知らせとともに、2025年夏、新衣装と新曲のお披露目を兼ねた『えのぐ合同会社主催ワンマンライブの開催』、及びゴールデンウィークにグループ結成7周年を記念したオンライン配信イベントの計画を発表した。
2025年3月26日、これまでグッズ制作や販売などで関わってきたCHETの新プロジェクトにえのぐが参加することを発表した。
2025年3月31日、えのぐ合同会社のオンラインショップを開設。
2025年5月4日のグループ結成7周年記念配信で、「えのぐVRアイドルenogu Ch.のチャンネル登録者数が777人増えるまで歌って踊り続ける耐久配信」を実施し、最終的に約9時間で900人以上が登録して目標達成となった。また、目標達成後に、新衣装のお披露目を兼ねたオンラインライブ「enogu online one-man Live X-DAY」を8月23日に開催、そしてこのライブで、過去のえのぐワンマンライブの最多チケット販売枚数1100枚の約2倍となる2000枚の販売を目標に掲げることを発表した。
2025年6月16日の配信で、チケット販売枚数2000枚を目指して7月と8月を「X-DAY強化月間」と指定し、第一弾を6月30日から1ヶ月間毎週ミニライブの開催を発表、またえのぐ初主催歌枠リレー「人生のテーマソング歌枠リレー」を8月11日に開催することを発表した。
2025年8月1日から2日にかけて、白藤環がX-DAYのチケットが1000枚売れるまで終わらない歌枠配信を実施し、約13時間の配信で配信当初の678枚から333枚増やし、最終的に1011枚として達成した。
2025年8月19日、えのぐの活動8年目で初のLive2Dの姿のお披露目配信が決定した。

## メンバー・名称
出典： / 

### メンバー
| 氏名                         | 愛称   | 生年月日              | 出身地 | 血液型 | 身長  | 星座   | イメージカラー | 好物                                               | オフィシャルブログ |
| ---------------------------- | ------ | --------------------- | ------ | ------ | ----- | ------ | -------------- | -------------------------------------------------- | ------------------ |
| 鈴木あんず （すずき あんず） | あんず | 2002年2月25日（23歳） | 栃木県 | A型    | 154cm | 魚座   | 青             | オムライス・いちご・チョコミント・芋               | 花言葉             |
| 白藤環 （しらふじ たまき）   | たまき | 2001年8月31日（23歳） | 岡山県 | B型    | 157cm | 乙女座 | 赤             | 煎餅・梅干し・鰆                                   | ドリブル突破!      |
| 日向奈央 （ひなた なお）     | ひなお | 2001年11月8日（23歳） | 静岡県 | A型    | 160cm | 蠍座   | 緑             | ラーメン・アジの干物・肉（しゃぶしゃぶ・すきやき） | ひなお日記         |

### 元メンバー
| 氏名                           | 愛称   | 生年月日              | 出身地 | 血液型 | 身長  | 星座   | イメージカラー | 好物                     | オフィシャルブログ |
| ------------------------------ | ------ | --------------------- | ------ | ------ | ----- | ------ | -------------- | ------------------------ | ------------------ |
| 夏目ハル （なつめ はる）       | ハル姉 | 2001年7月24日（24歳） | 東京都 | O型    | 165cm | 獅子座 | 紫             | ホワイトチョコ           | ハルモニア         |
| 栗原桜子 （くりはら さくらこ） | らっこ | 2002年3月16日（23歳） | 福岡県 | A型    | 156cm | 魚座   | 黄色           | 挽肉・生クリーム・明太子 | ひらがな           |

### 名称

#### えのぐ
メンバー5人を指す時の名称。メンバーの日向奈央が考案。
えのぐのことを応援している人や好きな人のことを「えのぐみ」と呼ぶ。
日向奈央、栗原桜子、夏目ハルは各々の意志により仮メンバーであったが、のちに正式メンバーとなる。詳細はひなつくりの項を参照。

#### あんたま
メンバーの鈴木あんずと白藤環の2名を指す時の名称。
由来はあんずの「あん」と環の「たま」を組み合わせたもので、ファンより命名された。
あんたまのことを応援している人や好きな人のことを「あんたまにあ」と呼ぶ。

#### ひなつくり
メンバーの日向奈央と夏目ハルと栗原桜子の3名を指す時の名称。
由来は日向の「ひな」と夏目の「なつ」と栗原の「くり」を組み合わせたもの。
元々所属の「女優部」と呼ばれていたが、岩本町劇場プレオープン記念ライブでの発表以後、この名称を用いるようになった。
えのぐの正式メンバーになるため、3人のオリジナル曲「僕たちの青春ロード」のMVがYouTubeとニコニコ動画で合わせて10万再生を達成することが目標として掲げられ、2018年11月12日の放送中に達成し、無事正式メンバーとなった。

## 作品

### CDシングル EP（グループ）
|      | 発売日         | タイトル                     | 規格品番                                                                                   | 最高位                                                         |
| ---- | -------------- | ---------------------------- | ------------------------------------------------------------------------------------------ | -------------------------------------------------------------- |
| 1st  | 2018年11月28日 | ハートのペンキ               | 通常版：UPCH-80503 限定版Type A：PDCN-5017 限定版Type B：PDCN-5018 限定版Type C：PDCN-5019 | 28位                                                           |
| 2nd  | 2021年2月27日  | Present for you!             | MERC-0009                                                                                  | -                                                              |
| 3rd  | 2021年4月28日  | 臨戦態勢                     | MERC-0011                                                                                  | -                                                              |
| 4th  | 2021年9月29日  | BRAVER                       | MERC-0016                                                                                  | オリコンシングルランキング週間24位                             |
| 5th  | 2021年12月15日 | Defiant Deadman Dance        | MERC-0017                                                                                  | -                                                              |
| 6th  | 2022年3月31日  | 雲外蒼天                     | MERC-0019                                                                                  | -                                                              |
| 7th  | 2022年5月11日  | Possible-日本語盤-、-英語盤- | MERC-0020 MERC-0021                                                                        | オリコンシングルランキング週間37位（日本語盤）、38位（英語盤） |
| 8th  | 2023年6月21日  | 星は三度瞬く                 | MERC-0026                                                                                  | -                                                              |
| 9th  | 2024年2月29日  | MIX                          | MERC-0028                                                                                  | -                                                              |
| 10th | 2024年7月10日  | 僕色インフィニティ           | MERC-0030                                                                                  | -                                                              |

### CDシングル（ソロ）
|     | 発売日         | タイトル                  | 規格品番  | 最高位 | 歌唱       | 備考                                                                                       |
| --- | -------------- | ------------------------- | --------- | ------ | ---------- | ------------------------------------------------------------------------------------------ |
| 1st | 2019年11月16日 | それでも。                | MERC-0001 | -      | 日向奈央   | #おい祝えよ -日向奈央18歳誕生祭-にて先行販売し、以後イベント物販にて取り扱い。             |
| 2nd | 2019年11月18日 | シラユキヒメ              | MERC-0002 | -      | 鈴木あんず | えのぐに逢いに恋 in池袋の物販にて取り扱い。以後イベント物販にて取り扱い。                  |
| 3rd | 2019年12月8日  | 好きすぎてしんどローム    | MERC-0003 | -      | 白藤環     | えのぐに逢いに恋 in秋葉原の物販にて取り扱い。以後イベント物販にて取り扱い。                |
| 4th | 2020年2月16日  | City lights dancer        | MERC-0004 | -      | 夏目ハル   | enogu 2nd Anniversary Live -Colors-の物販にて取り扱い。                                    |
| 5th | 2021年5月15日  | kotonoha                  | MERC-0010 | -      | 鈴木あんず | 同年5月27日発売 PlayStation 4・Nintendo Switchソフト『探偵撲滅』エンディングテーマソング。 |
| 6th | 2021年6月26日  | あおげば尊シ☆ぱらだいす!! | MERC-0012 | -      | 白藤環     | enogu 10days Live -遮二無二-の物販にて取り扱い。以後イベント物販にて取り扱い。             |
| 7th | 2021年7月24日  | Precious                  | MERC-0014 | -      | 夏目ハル   | enogu 10days Live -遮二無二-の物販にて取り扱い。以後イベント物販にて取り扱い。             |
| 8th | 2021年8月21日  | おでかけ日和              | MERC-0015 | -      | 日向奈央   | enogu one-man Live 2021 Summer -不撓不屈-の物販にて取扱い。以後イベント物販にて取り扱い。  |

### CDアルバム
|     | 発売日        | タイトル                   | 規格品番                                | 最高位                                                                   |
| --- | ------------- | -------------------------- | --------------------------------------- | ------------------------------------------------------------------------ |
| 1st | 2020年9月27日 | 真っ白な夢の世界           | MERC-0008                               | -                                                                        |
| 2nd | 2022年8月10日 | My Song                    | MERC-0022                               | オリコンアルバムランキング週間44位                                       |
| 3rd | 2022年11月9日 | なら、真っ白から始めよう。 | MERC-0023（特装版） MERC-0024（通常版） | オリコンアルバムランキングデイリー5位 オリコンアルバムランキング週間28位 |
| 4th | 2023年4月26日 | ColoriAge                  | ZORD-050                                | -                                                                        |
| 5th | 2024年9月25日 | 真っ白は色褪せない         | MERC-0032                               | -                                                                        |

### DL配信
|      | 発売日         | タイトル                                               |
| ---- | -------------- | ------------------------------------------------------ |
| 1st  | 2019年6月23日  | Brand new stage / YeLL for Dear                        |
| 2nd  | 2020年2月17日  | Colors / 常夏パーティータイム / 栞                     |
| 3rd  | 2020年6月14日  | スタートライン                                         |
| 4th  | 2020年6月28日  | e☆Jump!→Dream!!                                        |
| 5th  | 2020年7月25日  | ギザギザコミュニケーション                             |
| 6th  | 2020年11月13日 | えのぐワンマンLIVE2020 -次章- at HULIC HALL TOKYO DAY2 |
| 7th  | 2021年7月26日  | BRAVER                                                 |
| 8th  | 2021年12月15日 | Defiant Deadman Dance                                  |
| 9th  | 2022年1月31日  | フラストレーションガール / イレイザー☆ビーム / 燈し火  |
| 10th | 2022年2月9日   | えのぐワンマンLIVE2020 だからいま、ここにいる。        |
| 11th | 2022年5月11日  | Possible-日本語盤-、-英語盤-                           |
| 12th | 2022年8月10日  | My Song                                                |
| 13th | 2022年11月9日  | なら、真っ白から始めよう。                             |
| 14th | 2023年2月20日  | LIVE Ⅳ LIFE                                            |
| 15th | 2023年5月24日  | ColoriAge                                              |
| 16th | 2023年6月21日  | 星は三度瞬く                                           |
| 17th | 2023年9月30日  | 轟々爛々                                               |
| 18th | 2024年2月29日  | MIX                                                    |
| 19th | 2024年5月4日   | 僕色インフィニティ                                     |
| 20th | 2024年9月25日  | 真っ白は色褪せない                                     |
| 21st | 2025年1月12日  | ゼログラビティユニオン                                 |
| 22nd | 2025年2月19日  | Re:all                                                 |

### 映像作品
|     | 発売日         | タイトル                                                        | 規格品番  | 備考 |
| --- | -------------- | --------------------------------------------------------------- | --------- | --- |
| 1st | 2022年2月19日  | えのぐワンマンLIVE2020 -だからいま、ここにいる-                 | -         | 映像レンタル・購入で発売。                                                                                       |
| 2nd | 2023年7月5日   | 大絶響祭 2022 WINTER☆Beat of Stellar - 第一陣/第二陣 完全収録盤 | MERC-0025 | Blu-ray2枚組で発売。                                                                                             |
| 3rd | 2024年6月26日  | 大絶響祭 2023 SUMMER -轟々爛々-                                 | MERC-0029 | Blu-rayで発売。                                                                                                  |
| 4th | 2024年11月19日 | 大絶響祭 2023 WINTER -ONE DAY MORE-                             | MERC-0031 | 【Blu-ray付き】S席指定席＜通し＞チケットの特典として10月上旬に発送。11月19日からえのぐECショップで取り扱い開始。 |

## 配信
- えのぐはお話ししたい
  - 毎週月曜日 20:00〜21:00
  - 2018年11月12日より「あんたまとひなつくりはお話ししたい」から改名。
  - Twitterハッシュタグ #えのぐ生放送
  - 2019年4月29日の放送をもって企画見直しのため一時的に休止し、以後不定期に配信。
- #えのぐ 青春活動記録
  - 毎週月曜日 19:00〜1時間程度
  - 2023年2月20日より開始。
  - Xハッシュタグ #えのぐ
- えのぐらじお
  - 毎週木曜日 20:00〜21:00
  - 2018年5月3日より岩本町学園放送同好会から改名。
  - Twitterハッシュタグ #えのらじ
  - 2019年2月28日からえのぐ結成1周年ライブの準備のため一時的に休止し、以後不定期に配信。
- 個人配信
  - 不定期
  - YouTube、ミクチャ、Spoonなどでの雑談、カラオケ配信、弾き語り、ゲーム実況など。
  - Xハッシュタグ #えのぐ

## ライブ・イベント
えのぐが出演したイベント・ライブを挙げる。

### ライブ
| 公演日                                | タイトル                                                                                        | 会場 | 備考 |
| ------------------------------------- | ----------------------------------------------------------------------------------------------- | --- | --- |
| 2018年5月5日                          | VRアイドルグループ「えのぐ」初オリジナル曲お披露目ライブ                                        | YouTube | |
| 2018年7月14日                         | えのぐ新曲お披露目ライブ                                                                        | YouTube | |
| 2018年8月10日                         | 岩本町劇場プレオープン記念ライブ〜このえのぐセットやばい〜                                      | 【VRライブ】岩本町芸能社特設会場（恵比寿ビジネスタワー） 【ライブビューイング】 秋葉原UDX THEATER 【配信】YouTube                       | |
| 2018年9月22日                         | えのぐ 2nd LIVE -ライブ・ビューイング in仙台-                                                   | 【ライブビューイング】仙台Space Zero 【配信】YouTube                                                                                    | |
| 2018年9月23日                         | 7CHANGE present's. 情報発信基地（1部）                                                          | 仙台Space Zero | 対バンライブ。 |
| 2018年10月20日                        | えのぐ 3rd LIVE -ライブ・ビューイング in東京-                                                   | 【ライブビューイング】秋葉原UDX THEATER 【配信】YouTube、ニコニコ動画                                                                   | |
| 2018年10月21日                        | えのぐ 3rd LIVE -ライブ・ビューイング in名古屋-                                                 | 【ライブビューイング】X-HALL-ZEN | |
| 2018年11月11日                        | えのぐ 4th LIVE -ライブ・ビューイング in大阪-                                                   | 【ライブビューイング】ユナイテッド・シネマ枚方 【配信】YouTube                                                                          | |
| 2018年12月18日                        | えのぐ 5thライブ in 秋葉原 / presented by 秋葉原映画祭                                          | 【ライブビューイング】神田明神ホール 【配信】YouTube                                                                                    | |
| 2018年12月25日                        | VRアイドルグループ「えのぐ」360度クリスマス生ライブ                                             | YouTube | |
| 2019年2月16日                         | 直感ｘアルゴリズム♪ Tacitly 1st AR LIVE（1部、2部）                                             | DMM VR THEATER YOKOHAMA | えのぐはゲスト参加。 |
| 2019年4月7日                          | Enogu 1st Anniversary Live 〜ARe You Ready?〜（1部、2部）                                       | DMM VR THEATER YOKOHAMA | 鈴木あんず、白藤環、日向奈央。 |
| 2019年4月28日                         | えのぐバーチャルライブin仙台                                                                    | SENDAI-LIVE HOUSE 88 | 鈴木あんず、白藤環、日向奈央。 |
| 2019年8月4日                          | TOKYO IDOL FESTIVAL 2019                                                                        | お台場・青海特設会場 | フェス形式ライブ。 鈴木あんず、白藤環、日向奈央。 |
| 2019年8月23日                         | えのぐINSPIXリリース記念ライブ                                                                  | INSPIX（スマートフォンアプリ内） | 鈴木あんず、白藤環、日向奈央。 |
| 2019年9月26日                         | ライブ直前!えのぐVRステージ                                                                     | INSPIX（スマートフォンアプリ内） | 鈴木あんず、白藤環、日向奈央。 |
| 2019年9月29日                         | えのぐ定期公演〜えのぐ舞うライブ〜                                                              | INSPIX（スマートフォンアプリ内） | 鈴木あんず、白藤環、日向奈央。 |
| 2019年10月27日                        | えのぐ定期公演〜「ただいま。」〜                                                                | INSPIX（スマートフォンアプリ内） | 鈴木あんず、白藤環、日向奈央、夏目ハル。 |
| 2019年11月30日                        | えのぐ定期公演〜Jump out!〜                                                                     | INSPIX（スマートフォンアプリ内） | 鈴木あんず、白藤環、日向奈央、夏目ハル。 |
| 2019年12月24日                        | えのぐ定期公演 〜聖なる夜に舞い降りた天使達〜                                                   | INSPIX（スマートフォンアプリ内） | 鈴木あんず、白藤環、日向奈央、夏目ハル。 |
| 2020年2月16日                         | enogu 2nd Anniversary Live -Colors-                                                             | ヒューリックホール東京 | 鈴木あんず、白藤環、日向奈央、夏目ハル。 |
| 2020年8月8日 2020年8月9日             | えのぐワンマンLIVE2020 -次章-                                                                   | ヒューリックホール東京 | 8月9日は生バンド演奏。 |
| 2020年10月2日〜4日                    | バーチャルTIF 2020                                                                              | 【配信】TIF LIVE STREAM（SPWN） | |
| 2020年12月26日                        | ゼログラビティユニオン                                                                          | 【配信】ニコニコ生放送 | 同じく岩本町芸能社に所属しているMarprilとのツーマンライブ。 |
| 2020年12月29日                        | えのぐワンマンLIVE2020 -だからいま、ここにいる。-                                               | ヒューリックホール東京 【配信】ニコニコ生放送                                                                                           | |
| 2021年3月20日                         | enogu 3rd Anniversary Live -臨戦態勢-                                                           | 日本橋三井ホール 【配信】YouTube | （麗）・（吼）2部制。 |
| 2021年5月1日〜3日                     | アイドル同盟 2MAN LIVE 『Beyond the Dimension』                                                 | 【配信】ニコニコ生放送 | えのぐ主催ツーマンオンラインライブ。全4公演を開催。 5月1日に純情のアフィリア、5月2日の1部にかみやど、同日2部に＃ババババンビ、5月3日にSUPER☆GiRLSを招き実施された。                                                            |
| 2021年7月25日〜29日 2021年8月1日〜5日 | enogu 10 Days Live -遮二無二-                                                                   | 渋谷WWW X 【配信】ニコニコ生放送、YouTube                                                                                               | DAY1、DAY10はYouTube、DAY2〜9はニコニコ生放送。 |
| 2021年8月29日                         | enogu one-man Live 2021 Summer -不撓不屈-                                                       | ヒューリックホール東京 【配信】ニコニコ生放送                                                                                           | 2部制。 壱部、弐部とも生バンド演奏。 |
| 2021年10月1日                         | TOKYO IDOL FESTIVAL 2021                                                                        | お台場・青海特設会場 | フェス形式ライブ。 台風16号の影響により中止。 |
| 2021年10月3日                         | バーチャルTIF 2021                                                                              | 【配信】TIFコミュニティ | バラエティパートは白藤環、日向奈央の2名のみ。 |
| 2021年10月24日                        | エンタテ!区 presents VTuber eレコ大                                                             | 福岡市役所西側ふれあい広場 | |
| 2021年11月27日                        | ミュージックパーク                                                                              | 横浜みなとみらいブロンテ | |
| 2021年12月14日                        | 馬馬馬馬鹿者祭                                                                                  | 白金高輪 SELENE b2 | #ババババンビ 主催、#ババババンビ、アンスリュームとのスリーマンライブ。 |
| 2021年12月29日                        | enogu one-man Live 2021 Winter -雲外蒼天-                                                       | KT Zepp Yokohama 【配信】YouTube | 「壱章」「弐章」の2部制。 2部とも生バンド演奏。 |
| 2021年12月30日                        | 深海フェス2021                                                                                  | 【配信】YouTube | エルセとさめのぽき主催のオンラインライブイベント。 |
| 2022年2月11日〜12日                   | DDD 〜Discovery iDol Depot〜                                                                    | 白金高輪 SELENE b2 | アイドル対バンライブイベント。 |
| 2022年3月5日                          | enogu 4th Anniversary Live - POSSIBLE -                                                         | 立川ステージガーデン 【配信】ニコニコ生放送                                                                                             | POSSIBLE（i）・POSSIBLE（ii）。2部制。2部とも生バンド演奏。 サクマリョウ、POI LAB、ELEVENPLAYがゲスト参加。 |
| 2022年3月27日                         | DDD 〜Discovery iDol Depot〜                                                                    | 白金高輪 SELENE b2 | アイドル対バンライブイベント。 |
| 2022年4月5日                          | ぷちりっと by Lit Japan                                                                         | 白金高輪 SELENE b2 | アイドル対バンライブイベント。 |
| 2022年4月16日                         | DDD 〜Discovery iDol Depot〜                                                                    | 白金高輪 SELENE b2 | アイドル対バンライブイベント。 |
| 2022年8月18日                         | レンズ越しのVirtual                                                                             | 【配信】Z-aN | フェス形式ライブ。 |
| 2022年4月23日                         | DDD 〜Discovery iDol Depot〜                                                                    | 白金高輪 SELENE b2 | アイドル対バンライブイベント。 |
| 2022年4月24日                         | miniTIF                                                                                         | 白金高輪 SELENE b2 【配信】ニコニコ生放送                                                                                               | フェス形式ライブ。オンライン特典会あり。 |
| 2022年5月3日〜5日                     | Beyond the Dimension 2022                                                                       | 白金高輪 SELENE b2 【配信】ニコニコ生放送                                                                                               | アイドル対バンライブイベント。 3日はAppare!/えのぐ、4日は1部がiSPY/アンスリューム/群青の世界/#よーよーよー/えのぐ、2部が＃2i2/アンスリューム/純情のアフィリア/マジカル・パンチライン/えのぐ、5日は#ババババンビ/えのぐが出演。 |
| 2022年5月15日                         | DDD 〜Discovery iDol Depot〜                                                                    | 白金高輪 SELENE b2 | アイドル対バンライブイベント。 |
| 2022年5月29日                         | DDD 〜Discovery iDol Depot〜                                                                    | 白金高輪 SELENE b2 | アイドル対バンライブイベント。 |
| 2022年6月12日                         | LEADING PALETTE!!                                                                               | 白金高輪 SELENE b2 | アイドル対バンライブイベント。 |
| 2022年6月12日                         | TIF ASIA TOUR 2022 in harevutai                                                                 | 池袋harevutai | えのぐはVTuberライブショーケースに出演。 |
| 2022年6月19日                         | Appare!えのぐ仲良し（仲良くなりたい）2マンライブ!                                               | 白金高輪 SELENE b2 【配信】ニコニコ生放送                                                                                               | Appare!との2マンライブイベント。 |
| 2022年6月26日                         | CRYSTALS                                                                                        | 白金高輪 SELENE b2 | アイドル対バンライブイベント。 |
| 2022年6月30日                         | ツアーでここいく?いざ青クマリューム出陣ツアー                                                   | 白金高輪 SELENE b2 | アンスリューム、クマリデパート、群青の世界の3組合同ツアーの東京公演ゲストとして出演。 |
| 2022年7月18日                         | のらくらFes!SELENE SP!                                                                          | 白金高輪 SELENE b2 | アイドル対バンライブイベント。 |
| 2022年8月5、6日                       | TOKYO IDOL FESTIVAL 2022 supported by にしたんクリニック                                        | お台場・青海特設会場 | フェス形式ライブ。 5日はTIFのHOT STAGE及びENJOY STADIUM、6日はバーチャルTIFに出演。 |
| 2022年8月16日                         | ダイキサウンドPresents SUMMER BABE                                                              | 赤羽ReNY | fishbowlとの2マンライブイベント。 |
| 2022年8月19日                         | NEO KASSEN 2022                                                                                 | Spotify O-EAST/Spotify O-WEST/duo MUSIC EXCHANGE/WOMB LIVE/SHIBUYA RING/SHIBUYA DESEO                                                   | アイドル対バンライブイベント。 |
| 2022年8月20、21日                     | JM梅田ミュージックフェス2022                                                                    | JM梅田 | バーチャルアーティストによるライブイベント。 |
| 2022年8月27日                         | 大絶響祭 2022 SUMMER                                                                            | 豊洲PIT 【配信】ニコニコ生放送 | 2部制。 太鼓ユニット「四荒八極」、和楽器ユニット「Godai」、日本舞踊 西崎櫻鼓 with おどりの空間、サムライアーティスト・剱伎衆かむゐが出演。                                                                                     |
| 2022年9月17日                         | Appare!やったれ日比谷野音決起集会                                                               | Spotify O-EAST | Appare!/Devil ANTHEM./二丁目の魁カミングアウトとの対バンライブ。 |
| 2022年9月18日                         | LEADING PALETTE!!                                                                               | 白金高輪 SELENE b2 | アイドル対バンライブイベント。 |
| 2022年10月23日                        | エンタテ!区 presents VTuber eレコ大2022                                                         | 福岡市役所西側ふれあい広場 【配信】YouTube、インスタライブ（えのぐパートのみ）                                                          | |
| 2022年11月5日                         | enogu 2nd Album「なら、真っ白から始めよう。」RELEASE LIVE vol.1                                 | 横浜みなとみらいブロンテ 【配信】インスタライブ（えのぐパートのみ）                                                                     | SPECIAL GUEST：メイビーME。 |
| 2022年11月8日                         | enogu 2nd Album「なら、真っ白から始めよう。」RELEASE LIVE vol.2                                 | 恵比寿CreAto 【配信】インスタライブ（えのぐパートのみ）                                                                                 | SPECIAL GUEST：Gran☆Ciel、SANDAL TELEPHONE。 |
| 2022年11月16日                        | enogu 2nd Album「なら、真っ白から始めよう。」RELEASE LIVE vol.3                                 | 渋谷GRIT 【配信】インスタライブ（えのぐパートのみ）                                                                                     | SPECIAL GUEST：アップアップガールズ（2）。 |
| 2022年11月20日                        | DDD 〜Discovery iDol Depot〜                                                                    | 白金高輪 SELENE b2 | アイドル対バンライブイベント。 |
| 2022年12月4日                         | DDD 〜Discovery iDol Depot〜                                                                    | 白金高輪 SELENE b2 | アイドル対バンライブイベント。 |
| 2022年12月10日                        | LEADING PALETTE!!                                                                               | 白金高輪 SELENE b2 | アイドル対バンライブイベント。 |
| 2022年12月18日                        | DDD 〜Discovery iDol Depot〜                                                                    | 白金高輪 SELENE b2 | アイドル対バンライブイベント。 |
| 2022年12月28日                        | 大絶響祭 2022 WINTER ☆ Beat of Stellar                                                          | 豊洲PIT 【配信】ニコニコ生放送 | 2部制。 総勢15名のビッグバンドによる生演奏、及びフリースタイルバスケットボールプレイヤー、シアターダンサーが出演。 |
| 2023年2月19日                         | enogu one-man Live -Re:build III-                                                               | GRIT at Shibuya 【配信】ニコニコ生放送、YouTube（無料パートのみ）                                                                       | 3人体制となってからの初ライブ。 |
| 2023年3月11日                         | IDORISE!!FESTIVAL 2023                                                                          | Spotify O-EAST/Spotify O-WEST/Spotify O-nest/Spotify O-Crest/duo MUSIC EXCHANGE/WOMBLIVE/clubasia/LOFT9 Shibuya 【配信】ニコニコ生放送  | アイドル対バンライブイベント。 えのぐはSpotify O-EASTに出演。 |
| 2023年3月12日                         | DDD 〜Discovery iDol Depot〜                                                                    | 白金高輪 SELENE b2 | アイドル対バンライブイベント。 |
| 2023年4月15日                         | enogu 5th Anniversary Live -星は、三度瞬く-                                                     | 豊洲PIT 【配信】ニコニコ生放送 | enogu 2nd Anniversary Live -Colors-以降、初めての声出し解禁ライブ。 ゲスト出演は第一章：VALIS、第二章：Appare!。 |
| 2023年4月27日                         | COSMIC×COSMIC Vol.1                                                                             | Spotify O-EAST | アイドル対バンライブイベント。 |
| 2023年5月13日                         | #DSPMLIVE EXTRA in TAIPEI                                                                       | Clapper Studio | アイドル対バンライブイベント。初の海外ライブ。 |
| 2023年6月19日                         | TIF ASIA TOUR 2023 in Tokyo【DAY2】                                                             | Spotify O-EAST | アイドル対バンライブイベント。 |
| 2023年7月17日                         | 「MUSIC BAR MIRAI亭」Presents. MIRAI系アイドルSPライブ 2nd Season #04                           | 横浜みなとみらいブロンテ | アイドル対バンライブイベント。 |
| 2023年7月17日                         | かすみ草とステラ主催公演「むれなでしこ -群撫子- vol.7」                                         | 飛行船シアター | アイドル対バンライブイベント。 |
| 2023年7月23日                         | Virtual Artist Fes VRide! Vol.1                                                                 | 渋谷GRIT 【配信】YouTube | えのぐが主催するバーチャルアーティストの対バンライブイベント。 |
| 2023年7月29、30日                     | 第22回漫画博覧会「ICHIBAN JAPAN STAGE」                                                         | 台北世界貿易センター | アイドル対バンライブイベント。 |
| 2023年7月29日                         | Princess Harmony                                                                                | 典空間 | アイドル対バンライブイベント。 |
| 2023年8月4、5、6日                    | TOKYO IDOL FESTIVAL 2023 supported by にしたんクリニック                                        | お台場・青海特設会場 | フェス形式ライブ。 |
| 2023年8月17日                         | NEO KASSEN 2023                                                                                 | Spotify O-EAST/Spotify O-WEST/Spotify O-crest/Spotify O-nest/WOMB LIVE/duo MUSIC EXCHANGE/club asia/SHIBUYA RING 【配信】ニコニコ生放送 | アイドル対バンライブイベント。 |
| 2023年8月26日                         | 大絶響祭 2023 SUMMER -轟々爛々-                                                                 | KT Zepp Yokohama 【配信】ニコニコ生放送                                                                                                 | 2部制。和楽器×バンドライブ。 |
| 2023年8月31日                         | エンドレスサマー2023                                                                            | Spotify O-EAST/Spotify O-WEST/duo MUSIC EXCHANGE/SHIBUYA VIDENT                                                                         | Appare!主催 アイドル対バンライブイベント。 |
| 2023年9月14日                         | ダイキサウンドPresents SUMMER BABE                                                              | 赤羽ReNY alpha | #fishbowlとの2マンライブイベント。 |
| 2023年9月30日                         | Virtual Artist Fes VRide! Vol.2                                                                 | 渋谷GRIT 【配信】YouTube | えのぐが主催するバーチャルアーティストの対バンライブイベント。 |
| 2023年10月14,15日                     | Beyond the Dimension 2023                                                                       | 横浜MMブロンテ | アイドル対バンライブイベント。14日はiSPY/えのぐ/Gran☆Ciel/純情のアフィリア/NARLOW/のらりくらり/メイビーME/ラナキュラ、15日は一部がえのぐ/タイトル未定、二部がえのぐ/群青の世界が出演。                                         |
| 2023年10月22日                        | エンタテ!区 presents VTuber eレコ大2023                                                         | 福岡市役所西側ふれあい広場 【配信】YouTube                                                                                              | |
| 2023年10月26日                        | Road to Zepp Shinjuku Two Man Series 第1弾                                                      | 恵比寿CreAto | iSPYとの2マンライブイベント。 |
| 2023年10月28日                        | Virtual Artist Fes VRide! Vol.3                                                                 | 赤羽ReNY alpha 【配信】YouTube | えのぐが主催するバーチャルアーティストの対バンライブイベント。 |
| 2023年11月11〜12日                    | 2023ACE 動漫創作展                                                                              | TaiNEX2 南港展覧館二館 | 台湾のアニメイベント。 |
| 2023年11月26日                        | Virtual Artist Fes VRide! Vol.4                                                                 | 渋谷GRIT 【配信】YouTube | えのぐが主催するバーチャルアーティストの対バンライブイベント。 |
| 2023年12月17日                        | Virtual Artist Fes VRide! Vol.5                                                                 | 渋谷GRIT 【配信】YouTube | えのぐが主催するバーチャルアーティストの対バンライブイベント。 |
| 2023年12月24日                        | VTUBER CHRISTMAS FESTIVAL                                                                       | アクアシティお台場 | VTuberのミュージック&トークライブ |
| 2023年12月30日                        | 大絶響祭 2023 WINTER -ONE DAY MORE-                                                             | 立川ステージガーデン 【配信】ニコニコ生放送                                                                                             | 2部制。全編生バンド×ダンスパフォーマンス。ゲスト：DJ HANABI。 |
| 2024年1月20日                         | Virtual Artist Fes VRide! Vol.6                                                                 | 渋谷GRIT 【配信】YouTube | えのぐが主催するバーチャルアーティストの対バンライブイベント。 |
| 2024年1月21日                         | LIVEHOLIC presents."恋せよ男子2024" supported by 激ロック & Skream!                             | LIVEHOLIC/MOSAiC/WAVER/ろくでもない夜/近松/ReG/ROCKAHOLIC                                                                               | 対バンライブイベント。 |
| 2024年2月11～12日                     | IDOL LIVE JAPAN 3.5周年特別企画 ILJ"UNITE"日比谷野音SPECIAL                                     | 日比谷公園大音楽堂 | アイドル対バンライブイベント。 |
| 2024年2月24日                         | Virtual Artist Fes VRide! Vol.7                                                                 | 渋谷GRIT 【配信】YouTube | えのぐが主催するバーチャルアーティストの対バンライブイベント。 |
| 2024年2月25日                         | VIRTUALHOLIC 歌枠リレー VOL.2                                                                   | Rochaholic 【配信】YouTube | 日向奈央のみ出演。 |
| 2024年3月17日                         | V-REAK!!                                                                                        | 渋谷WOMB | バーチャルタレントとDJのクラブフェス |
| 2024年3月31日                         | Virtual Artist Fes VRide! Vol.8                                                                 | 渋谷GRIT 【配信】YouTube | えのぐが主催するバーチャルアーティストの対バンライブイベント。 |
| 2024年4月27日                         | Virtual Artist Fes VRide! Vol.9                                                                 | 渋谷GRIT 【配信】YouTube | えのぐが主催するバーチャルアーティストの対バンライブイベント。 |
| 2024年5月3日                          | enogu 6th Anniversary Live #2589日目の奇跡                                                      | Zepp DiverCity Tokyo 【配信】ニコニコ生放送、一部YouTube                                                                                | 1部のみ。全編生バンド演奏。 |
| 2024年5月12日                         | AWA NEXT STAGE LIVE vol.1                                                                       | 秋葉原エンタス | バーチャルアーティストのリアルライブイベント。 |
| 2024年6月1日                          | Virtual Artist Fes VRide! Vol.10                                                                | 渋谷GRIT 【配信】YouTube | えのぐが主催するバーチャルアーティストの対バンライブイベント。 |
| 2024年6月29日                         | Virtual Artist Fes VRide! Vol.11                                                                | 渋谷GRIT 【配信】YouTube | えのぐが主催するバーチャルアーティストの対バンライブイベント。 |
| 2024年7月20日                         | DDD 〜Discovery iDol Depot〜                                                                    | 白金高輪 SELENE b2 | アイドル対バンライブイベント。 |
| 2024年7月27日                         | Virtual Artist Fes VRide! Vol.12                                                                | 渋谷GRIT 【配信】YouTube | えのぐが主催するバーチャルアーティストの対バンライブイベント。 |
| 2024年8月2、3、4日                    | TOKYO IDOL FESTIVAL 2024 supported by にしたんクリニック                                        | お台場・青海特設会場 | フェス形式ライブ。 |
| 2024年8月31日                         | 超弩級仮想音楽夏祭2024                                                                          | LIVE CLUB AMPLIFIER | 日向奈央のみ出演。 |
| 2024年9月21日                         | Virtual Artist Fes VRide! Vol.13                                                                | 渋谷GRIT 【配信】YouTube | えのぐが主催するバーチャルアーティストの対バンライブイベント。 |
| 2024年10月6日                         | 太陽と踊れ月夜に唄え TAIBAN LIVE 「日進月歩」 vol.10                                            | harevutai | 太陽と踊れ月夜に唄え主催の3マンライブ。ゲストはえのぐ、ドラマチックレコード。 |
| 2024年10月13日                        | 福岡テック&FSM presents VTuber eレコ大2024                                                      | 福岡市役所西側ふれあい広場 【配信】YouTube                                                                                              | |
| 2024年10月19日                        | 魔ノ姫こあく生誕3Dライブ～Showtime Syndrome～                                                   | vortex Hall | えのぐはゲスト出演。 |
| 2024年10月27日                        | Virtual Artist Fes VRide! Vol.14                                                                | 渋谷GRIT 【配信】YouTube | えのぐが主催するバーチャルアーティストの対バンライブイベント。 |
| 2024年11月23日                        | UMA IDOL FESTIVAL 2024                                                                          | HYPERMIX門前仲町 【配信】YouTube | えのぐはゲスト出演。 |
| 2024年11月30日                        | Virtual Artist Fes VRide! Vol.15                                                                | 渋谷GRIT 【配信】YouTube | えのぐが主催するバーチャルアーティストの対バンライブイベント。 |
| 2024年12月7日                         | VirtuaDive vol.50                                                                               | 日本橋Bar Guild 6F | VTuber関連楽曲中心のDJパーティー。 |
| 2025年1月4、5日                       | enogu Re:1st one-man Live -THE FIRST-                                                           | harevutai 【配信】YouTube、ニコニコ生放送                                                                                               | 4日に1公演、5日に2公演の計3公演。えのぐ合同会社で初めて独力で開催するライブ。開催のためクラウドファンディングを実施。生バンドライブ。                                                                                          |
| 2025年1月25日                         | UMA Chaos Fes.                                                                                  | HOTLIP,Sound Bar Freja,Subcul Barなう！                                                                                                 | ポルカ・ミゼーリア×未確認動物うまぴ共催サーキットフェスイベント。 |
| 2025年1月25、26日                     | Virtual Music Award 2025                                                                        | Z-aN（オンライン） | バーチャルアーティストのオリジナル曲のみで構成された対バンライブ。 |
| 2025年2月15日                         | Virtual Valentine Fes.                                                                          | RED°TOKYO TOWER SKY STADIUM | YUMEADO VANQUISHとの共演。 |
| 2025年2月23日                         | Virtual Artist Fes VRide! Vol.16                                                                | 渋谷GRIT 【配信】YouTube | えのぐが主催するバーチャルアーティストの対バンライブイベント。 |
| 2025年3月2日                          | Resonance                                                                                       | 飛行船シアター | 巫てんりが主催する対バンライブ。 |
| 2025年3月8日                          | 阿波VTuberフェス                                                                                | club GRINDHOUSE | フェス形式ライブ。 |
| 2025年3月29日                         | NEPHLAリデビュー＆3周年記念コラボLIVE                                                           | 【配信】YouTube | NEPHLA主催の歌とトークライブイベント。 |
| 2025年3月29日                         | Virtual Artist Fes VRide! Vol.17                                                                | 渋谷GRIT 【配信】YouTube | えのぐが主催するバーチャルアーティストの対バンライブイベント。 |
| 2025年5月4日                          | グループ結成7周年記念配信                                                                       | 【配信】YouTube | チャンネル登録者数が777人増えるまで歌って踊り続ける耐久配信。 |
| 2025年5月25日                         | scenes                                                                                          | 大手町三井ホール | GRITが主催する大手町三井ホールイベント。同じ元岩本町芸能社所属のMarprilとの2マンライブ。 |
| 2025年6月21日                         | LIVEHOLIC & Music Bar ROCKAHOLIC下北沢 10th Anniversary Live VRide! × Virtual Sounds Borderless | 下北沢LIVEHOLIC 及び Music Bar ROCKAHOLIC下北沢店                                                                                       | えのぐと揚羽胡蝶の主催ライブコラボイベント。 |
| 2025年6月28日                         | S!LKBLAST～第3幕<パレード>～                                                                    | 日本橋Bar Guild 6F | バーチャルアーティストの対バンライブイベント。 |
| 2025年7月25、26、27日                 | Virtual Music Award 2025 SUMMER                                                                 | Z-aN（オンライン） | バーチャルアーティストの対バンライブイベント。 |
| 2025年8月23日                         | enogu online one-man Live 『X-DAY』                                                             | 【配信】Z-aN 【LV】渋谷GRIT | クラウドファンディングのストレッチゴール達成で製作が決定した5年ぶりの新衣装のお披露目を兼ねたオンラインライブ。 |
| 2025年9月15日                         | VIRTUALEYES GIGS vol.2                                                                          | Sound Bar Freja | バーチャルアーティストの対バンライブイベント。 |
| 2025年11月30日                        | AWA UPSTREAM 2025 AUTUMN                                                                        | W:IKE329 | えのぐがキュレーターとなって行うVアーティストのライブイベント。 |
| 2025年12月27日                        | まりなす7周年記念ライブ「FOURTUNE」                                                             | Z-aN | まりなす主催ライブへのゲスト出演。 |

### イベント
| 実施日               | タイトル                                                              | 会場                                                                   | 出演者                                               |
| -------------------- | --------------------------------------------------------------------- | ---------------------------------------------------------------------- | ---------------------------------------------------- |
| 2017年9月21日        | VRアイドル体験イベント                                                | 書泉ブックタワー                                                       | あんたま                                             |
| 2017年9月23日        | VRアイドル体験イベント                                                | TKPガーデンシティ幕張 サンタマリア                                     | あんたま                                             |
| 2017年9月24日        | VRアイドル『あんたま』体験会 in 秋葉原                                | 秋葉原UDX6F UDX CONFERENCE                                             | あんたま                                             |
| 2017年9月25日〜28日  | VRアイドル『あんたま』体験会 in 秋葉原                                | 書泉ブックタワー                                                       | あんたま                                             |
| 2017年9月30日        | 1万人達成ありがとう!スーパーあんたま交流会 in 秋葉原                  | 秋葉原UDX4F UDX GALLERY NEXT                                           | あんたま                                             |
| 2018年2月25日        | 祝!「鈴木 あんず」16歳記念!誕生祭体験会                               | TKPガーデンシティ宇都宮                                                | あんたま ゲスト：ひなつくり                          |
| 2018年3月16日        | 祝!「栗原 桜子」16歳記念!誕生祭体験会                                 | ジーニアス貸し会議室                                                   | ひなつくり ゲスト：あんたま                          |
| 2018年7月24日        | 祝!「夏目 ハル」17歳記念!誕生祭体験会                                 | ジーニアス貸し会議室                                                   | ひなつくり ゲスト：あんたま                          |
| 2018年9月1日         | 祝!「白藤 環」17歳記念!誕生祭体験会 昼夜二部制                        | ハロー貸会議室池袋東口                                                 | あんたま ゲスト：ひなつくり                          |
| 2018年11月10日       | 祝!「日向 奈央」17歳記念!誕生祭体験会 昼夜二部制                      | TOC有明Convention Hall                                                 | ひなつくり ゲスト：あんたま                          |
| 2018年11月28日       | えのぐ メジャーデビューシングル『ハートのペンキ』リリース記念イベント | 書泉ブックタワー                                                       | えのぐ                                               |
| 2018年12月16日、23日 | メジャーデビューシングル発売記念!バーチャル握手会                     | TOC有明Convention Hall                                                 | えのぐ                                               |
| 2019年2月23日        | #あんずをキメろ -鈴木あんず17歳記念誕生祭-                            | 岩本町芸能社特設会場（恵比寿ビジネスタワー）                           | 鈴木あんず                                           |
| 2019年3月16日        | #桜色に染まる -栗原桜子17歳誕生祭-                                    | 岩本町芸能社特設会場（恵比寿ビジネスタワー）                           | 栗原桜子                                             |
| 2019年9月7日         | #白藤環いっきまーす!!-白藤環18歳誕生祭-                               | 岩本町芸能社特設会場（恵比寿ビジネスタワー）                           | 白藤環                                               |
| 2019年10月19日       | #向日葵の下で笑うのは -夏目ハル18歳誕生祭-                            | 岩本町芸能社特設会場（恵比寿ビジネスタワー）                           | 夏目ハル                                             |
| 2019年11月16日       | #おい祝えよ -日向奈央18歳誕生祭-                                      | 岩本町芸能社特設会場（恵比寿ビジネスタワー）                           | 日向奈央                                             |
| 2019年12月15日       | ナゴヤVTuberまつり                                                    | 中京テレビ放送 社屋内                                                  | 鈴木あんず、白藤環、日向奈央、夏目ハル               |
| 2020年9月19日〜22日  | Life Like a Live!                                                     | 動画配信サイト （ニコニコ動画、SPWN、SHOWROOM、ミクチャ）              | えのぐ                                               |
| 2020年11月23日       | えのぐ白藤環の推してまいる!〜リスナー感謝祭をしてまいる!其の1〜       | TOKYO FM HALL                                                          | 白藤環                                               |
| 2021年1月30日        | VTuber Fes Japan 2021 DAY1                                            | 川口総合文化センター・リリア                                           |                                                      |
| 2021年9月18日〜20日  | Life Like a Live!2                                                    | 動画配信サイト（Z-aN、YouTube）                                        |                                                      |
| 2021年11月17日       | 横浜防災フェア2021                                                    | 横浜市役所1階アトリウム                                                | 白藤環                                               |
| 2022年3月25日〜27日  | Life Like a Live!3                                                    | 動画配信サイト（Z-aN、YouTube）                                        |                                                      |
| 2022年4月18日、23日  | えのぐ成人祝いお食事会                                                | カフェアサン 【配信】YouTube                                           |                                                      |
| 2022年4月25日        | 鈴木あんず20th誕生祭ライブ                                            | 渋谷GRIT（無観客配信） 【配信】ニコニコ生放送                          | えのぐ                                               |
| 2022年4月30日        | VTuber Fes Japan × おしゃべりフェス in 超会議                         | 幕張メッセ                                                             | えのぐ                                               |
| 2022年7月25日        | 夏目ハル21st誕生祭ライブ                                              | 渋谷GRIT（無観客配信） 【配信】ニコニコ生放送                          | えのぐ                                               |
| 2022年9月23日〜25日  | Life Like a Live!4                                                    | 動画配信サイト（Z-aN、YouTube）、メタバース、Oshito、池袋HUMAXシネマズ | えのぐ                                               |
| 2022年10月3日        | 白藤環21st誕生祭ライブ                                                | 渋谷GRIT（無観客配信） 【配信】ニコニコ生放送                          | えのぐ                                               |
| 2022年11月14日       | 日向奈央21st誕生祭ライブ                                              | 渋谷GRIT（無観客配信） 【配信】ニコニコ生放送                          | えのぐ                                               |
| 2022年11月26日       | 夏目ハルへのラブレター                                                | ナチュラルスペース秋葉原                                               | 夏目ハル                                             |
| 2022年12月3日〜18日  | バーチャルマーケット2022Winter                                        | メタバース                                                             | えのぐ                                               |
| 2023年3月17日〜19日  | Life Like a Live!5                                                    | 動画配信サイト（Z-aN、YouTube）                                        | えのぐ                                               |
| 2023年4月29日        | VTuber Fes Japan × おしゃべりフェス in 超会議2023                     | 幕張メッセ 4月22日はネット会場で開催                                   | えのぐ                                               |
| 2023年5月2日         | 肉フェス                                                              | お台場特設会場                                                         | えのぐ                                               |
| 2023年5月28日        | えのぐ白藤環の推してまいる!〜リスナー感謝祭をしてまいる!其の2〜       | BSホール 高田馬場                                                      | 白藤環                                               |
| 2023年5月29日        | 鈴木あんず21st誕生祭ライブ                                            | 渋谷GRIT（無観客配信） 【配信】ニコニコ生放送                          | えのぐ                                               |
| 2023年9月25日        | 白藤環22nd誕生祭ライブ                                                | 渋谷GRIT（無観客配信）【配信】ニコニコ生放送                           | えのぐ                                               |
| 2023年10月8日        | ヨエロスン×えのぐ スペシャルイベント                                  | レストラン「THE SIX STADIUM」                                          | えのぐ                                               |
| 2023年11月10日〜12日 | Life Like a Live!6                                                    | 動画配信サイト（Z-aN、YouTube）                                        | えのぐ                                               |
| 2023年11月13日       | 日向奈央22nd誕生祭ライブ                                              | 渋谷GRIT（無観客配信）【配信】ニコニコ生放送                           | 日向奈央 友情出演：鈴木あんず、白藤環                |
| 2024年2月25日        | 鈴木あんず22nd誕生祭ライブ                                            | 渋谷GRIT（無観客配信）【配信】ニコニコ生放送                           | 鈴木あんず                                           |
| 2024年3月22日〜24日  | Life Like a Live!7                                                    | 動画配信サイト（Z-aN、YouTube）                                        | えのぐ                                               |
| 2024年4月22日〜28日  | ニコニコ超会議2024「超VTuberのうたいばステージ」                      | 幕張メッセ：4月27,28日、ニコニコ公式：4月22～28日                      | 日向奈央                                             |
| 2024年6月2日         | えのぐ白藤環の推してまいる!〜リスナー感謝祭をしてまいる!其の3〜       | 東京カルチャーカルチャー                                               | 白藤環                                               |
| 2024年8月10日        | 揚羽胡蝶 爆誕祭2024                                                   | エンターテインメントスペースRELATION                                   | えのぐ                                               |
| 2024年8月31日        | 白藤環23rd誕生祭ライブ                                                | 渋谷GRIT（無観客配信）【配信】ニコニコ生放送                           | 白藤環                                               |
| 2024年9月6日〜8日    | Life Like a Live!8                                                    | 動画配信サイト（Z-aN、YouTube）                                        | えのぐ                                               |
| 2024年11月10日       | 日向奈央23rd誕生祭ライブ                                              | 渋谷GRIT（無観客配信）【配信】ニコニコ生放送                           | 日向奈央 ゲスト出演：バーチャルインストバンド「YAY」 |
| 2025年2月24日        | 鈴木あんず23rd誕生祭ライブ                                            | 渋谷GRIT（無観客配信）【配信】ニコニコ生放送                           | 鈴木あんず                                           |
| 2025年3月14日〜16日  | Life Like a Live!9                                                    | 動画配信サイト（Z-aN、YouTube）                                        | えのぐ                                               |
| 2025年4月26日        | ニコニコ超会議2025                                                    | 幕張メッセ                                                             | えのぐ                                               |
| 2025年6月15日        | えのぐ白藤環の推してまいる!〜リスナー感謝祭をしてまいる!其の四〜      | GOTANDA G6                                                             | 白藤環                                               |
| 2025年9月20日～28日  | REAL AKIBA BOYZ～Over The Future！～                                  | こくみん共済coopホール/スペース・ゼロ                                  | 鈴木あんず                                           |

### 全国行脚
| 実施日                          | タイトル                                       | 会場                                        | 出演者                                 |
| ------------------------------- | ---------------------------------------------- | ------------------------------------------- | -------------------------------------- |
| 2017年8月28日                   | VRアイドル体験イベント in 山梨（甲府）         | 甲府市市民会館                              | あんたま                               |
| 2017年8月29日                   | VRアイドル体験イベント in 長野（茅野）         | 茅野市文化センター内 茅野市公民会第一会議室 | あんたま                               |
| 2017年8月30日                   | VRアイドル体験イベント in 静岡県（静岡市）     | レイアップ御幸町ビル                        | あんたま                               |
| 2017年8月31日                   | VRアイドル体験イベント in 岐阜県（岐阜市）     | OKBふれあい会館                             | あんたま                               |
| 2017年9月2日                    | VRアイドル体験イベント in 愛知県（名古屋市）   | オフィスパーク栄 宝第一ビル                 | あんたま                               |
| 2017年9月3日                    | VRアイドル体験イベント in 三重県（四日市市）   | じばさん三重                                | あんたま                               |
| 2017年9月4日                    | VRアイドル体験イベント in 奈良県（奈良市）     | エルトピア奈良                              | あんたま                               |
| 2017年9月5日                    | VRアイドル体験イベント in 和歌山県（和歌山市） | 和歌山県JAビル                              | あんたま                               |
| 2017年9月7日                    | VRアイドル体験イベント in 大阪府（日本橋）     | なんばカルチャービル貸し会議室              | あんたま                               |
| 2017年9月9日                    | VRアイドル体験イベント in 兵庫県（神戸）       | 三宮コンベンションセンター                  | あんたま                               |
| 2017年9月10日                   | VRアイドル体験イベント in 岡山県（岡山市）     | 第一セントラルビル 2号館                    | あんたま                               |
| 2017年9月11日                   | VRアイドル体験イベント in 香川県（高松市）     | 高松センタービル TCB会議室                  | あんたま                               |
| 2017年9月12日                   | VRアイドル体験イベント in 徳島県（徳島市）     | イノベーションセンター徳島                  | あんたま                               |
| 2017年9月13日                   | VRアイドル体験イベント in 高知県（高知市）     | 0→1高知Booster                              | あんたま                               |
| 2017年9月14日                   | VRアイドル体験イベント in 愛媛県（松山市）     | 一番町ホール                                | あんたま                               |
| 2017年9月16日                   | VRアイドル体験イベント in 広島県（広島市）     | 広島オフィスセンター                        | あんたま                               |
| 2017年9月18日                   | VRアイドル体験イベント in 福岡県（天神）       | TKP天神カンファレンスセンター               | あんたま                               |
| 2017年11月20日                  | あんたまが行く!全国行脚 in 鹿児島              | サンプラザ天文館                            | あんたま                               |
| 2017年11月21日                  | あんたまが行く!全国行脚 in 宮崎                | New Wel City MIYAZAKI 小会議場              | あんたま                               |
| 2017年11月22日                  | あんたまが行く!全国行脚 in 大分                | iichiko総合文化センター                     | あんたま                               |
| 2017年11月23日                  | あんたまが行く!全国行脚 in 熊本                | TKPガーデンシティ熊本                       | あんたま                               |
| 2017年11月25日                  | あんたまが行く!全国行脚 in 長崎                | 長崎市民会館                                | あんたま                               |
| 2017年11月27日                  | あんたまが行く!全国行脚 in 佐賀                | レンタル会議室 サンシティ                   | あんたま                               |
| 2017年11月28日                  | あんたまが行く!全国行脚 in 山口                | 下関市生涯学習プラザ                        | あんたま                               |
| 2017年11月29日                  | あんたまが行く!全国行脚 in 島根                | 松江テルサ                                  | あんたま                               |
| 2017年11月30日                  | あんたまが行く!全国行脚 in 鳥取                | 国際ファミリープラザ 稲盛ホール             | あんたま                               |
| 2019年4月15日〜18日、22日〜25日 | バーチャル握手会 in仙台                        | AER 2階アトリウム                           | 鈴木あんず、白藤環、日向奈央           |
| 2019年4月20日、21日、27日       | バーチャルチェキ会 in仙台                      | AER 2階アトリウム                           | 鈴木あんず、白藤環、日向奈央           |
| 2019年5月20日                   | えのぐに逢いに恋!!IN札幌 握手会                | チ・カ・ホ 北大通交差点広場                 | 鈴木あんず、白藤環、日向奈央           |
| 2019年5月21日                   | えのぐに逢いに恋!!IN札幌 チェキ会              | チ・カ・ホ 北大通交差点広場                 | 鈴木あんず、白藤環、日向奈央           |
| 2019年5月22日、24日〜26日       | えのぐに逢いに恋!!IN札幌 握手会                | 札幌駅JRタワー1階                           | 鈴木あんず、白藤環、日向奈央           |
| 2019年6月19日、20日、24日〜27日 | えのぐに逢いに恋!!IN金沢 握手会                | もてなしドーム                              | 鈴木あんず、白藤環、日向奈央           |
| 2019年6月22日                   | えのぐに逢いに恋!!IN金沢 チェキ会              | HARMONIE ハルモニー金沢                     | 鈴木あんず、白藤環、日向奈央           |
| 2019年7月27日、28日             | えのぐに逢いに恋!!IN名古屋 握手会              | ナディアパーク                              | 鈴木あんず、白藤環、日向奈央           |
| 2019年7月29日、30日             | えのぐに逢いに恋!!IN名古屋 握手会              | オアシス21                                  | 鈴木あんず、白藤環、日向奈央           |
| 2019年7月31日                   | えのぐに逢いに恋!!IN名古屋 チェキ会            | ナディアパーク                              | 鈴木あんず、白藤環、日向奈央           |
| 2019年8月3日、4日               | 第三回ぜんため（全国エンタメまつり）           | 岐阜県岐阜市柳ヶ瀬商店街                    | 鈴木あんず、白藤環、日向奈央           |
| 2019年8月25日                   | えのぐに逢いに恋!!IN大阪 チェキ会              | 日本橋総合案内所                            | 鈴木あんず、白藤環、日向奈央           |
| 2019年8月26日〜29日             | えのぐに逢いに恋!!IN大阪 握手会                | 日本橋総合案内所                            | 鈴木あんず、白藤環、日向奈央           |
| 2019年9月17日、19日、20日       | えのぐに逢いに恋!!IN福岡 握手会                | 福岡三越ライオン広場                        | 鈴木あんず、白藤環、日向奈央           |
| 2019年9月21日、22日             | えのぐに逢いに恋!!IN福岡 握手会                | 天神ビブレ                                  | 鈴木あんず、白藤環、日向奈央           |
| 2019年9月23日                   | えのぐに逢いに恋!!IN福岡 チェキ会              | 天神ビブレ                                  | 鈴木あんず、白藤環、日向奈央           |
| 2019年10月11日、13日、15日      | えのぐに逢いに恋!!IN広島 握手会                | 紙屋町シャレオ                              | 鈴木あんず、白藤環、日向奈央、夏目ハル |
| 2019年10月14日                  | えのぐに逢いに恋!!IN広島 チェキ会              | 紙屋町シャレオ                              | 鈴木あんず、白藤環、日向奈央、夏目ハル |
| 2019年11月18日〜22日            | えのぐに逢いに恋!!IN池袋 握手会                | 池袋P'PARCO                                 | 鈴木あんず、白藤環、日向奈央、夏目ハル |
| 2019年12月8日〜11日             | えのぐに逢いに恋!!IN秋葉原 握手会              | ラジオ会館前                                | 鈴木あんず、白藤環、日向奈央、夏目ハル |
| 2019年12月12日                  | えのぐに逢いに恋!!IN秋葉原 チェキ会            | ラジオ会館前                                | 鈴木あんず、白藤環、日向奈央、夏目ハル |

## 出演番組
紹介のみを除く番組出演を挙げる。

### テレビ番組
| 放送日                                                | 番組名                               | 放送エリア                           | 放送局                        | 出演者     |
| ----------------------------------------------------- | ------------------------------------ | ------------------------------------ | ----------------------------- | ---------- |
| 2019年2月20日                                         | ソーシャルジン                       | 東京                                 | TOKYO MX                      | えのぐ     |
| 2020年4月2日（1日深夜）                               | ひかくてきファンです!                | 関東                                 | テレビ朝日                    | えのぐ     |
| 2021年9月14日（13日深夜） ※放送局によって日時は異なる | Musicる TV                           | 全国                                 | テレビ朝日系列                | えのぐ     |
| 2023年2月21日（20日深夜） ※放送局によって日時は異なる | Musicる TV                           | 全国                                 | テレビ朝日系列                | えのぐ     |
| 2023年3月31日（30日深夜）                             | プロジェクトV                        | 関東                                 | 日本テレビ                    | えのぐ     |
| 2023年6月5日から、6月の毎週月曜日                     | news every.                          | 全国                                 | 日本テレビ系列                | 鈴木あんず |
| 2023年6月15日（14日深夜）                             | まんが未知                           | 関東、及び一部放送地域               | テレビ朝日系列                | 鈴木あんず |
| 2023年9月22日                                         | シェア!                              | 福島                                 | 福島放送                      | えのぐ     |
| 2023年11月17日                                        | ヨエロスン                           | 静岡                                 | 静岡放送                      | えのぐ     |
| 2024年7月25日                                         | AIりりながプロデューサー始めました！ | 全国                                 | BS-TBS                        | 鈴木あんず |
| 2024年8月1日                                          | AIりりながプロデューサー始めました！ | 全国                                 | BS-TBS                        | 日向奈央   |
| 2025年2月9日                                          | J-MELO                               | 日本国外、国内はライブストリーミング | NHKワールドTV、テレビジャパン | えのぐ     |
| 2025年3月2日(1日深夜)                                 | J-MELO                               | 全国                                 | NHK総合                       | えのぐ     |

### ラジオ番組
| 放送日                 | 番組名                              | 放送局                             | 出演者                           | 備考 |
| ---------------------- | ----------------------------------- | ---------------------------------- | -------------------------------- | --- |
| 2020年8月1日 -         | えのぐ白藤環の推してまいる!         | ラジオ日本                         | 白藤環                           | 毎週日曜日 2:00〜2:30（土曜日深夜）                                                                        |
| 2023年4月4日 - 9月26日 | EMOSHARE presents えのぐっとコミュ! | United North                       | えのぐ                           | 毎週火曜日 18:00〜19:00                                                                                    |
| 2023年5月21日          | ぶいあーる 〜VTuberの音楽Radio〜    | NHK-FM                             | 白藤環                           | 第7回のゲスト出演                                                                                          |
| 2023年8月15日          | FMミミフルらじお                    | ラジオフチューズ                   | えのぐ                           | 第8回のゲスト出演                                                                                          |
| 2023年9月19日、26日    | Music Charge                        | interfm                            | えのぐ                           | 番組内のコーナー「VSplash!!」のゲスト出演                                                                  |
| 2024年1月28日          | ぶいあーる 〜VTuberの音楽Radio〜    | NHK-FM                             | 白藤環                           | 第7回放送のアンコールSP特別編                                                                              |
| 2024年3月3日           | ミューコミVR                        | ニッポン放送、山口放送、北日本放送 | えのぐ                           | ヴァーチャルバーサーカーがVTuber楽曲ランキング2週連続暫定1位を受けての特別出演                             |
| 2024年6月16日          | ミューコミVR                        | ニッポン放送、山口放送、北日本放送 | えのぐ                           | VTuber楽曲ランキングテーマが「ベテラン楽曲」（投票期間：6月16日～7月3日)となったことを受けてのゲスト出演。 |
| 2024年7月7日           | ミューコミVR                        | ニッポン放送、山口放送、北日本放送 | えのぐ                           | VTuber楽曲ランキングテーマ「ベテラン楽曲」で1位となったことを受けての電話出演。                            |
| 2024年12月29日         | ミューコミVR                        | ニッポン放送、山口放送、北日本放送 | えのぐ                           | 2024年ラスト放送のゲスト出演。                                                                             |
| 2025年4月6日～         | Collection                          | FM大阪                             | えのぐ、世津田スン、その他ゲスト | えのぐがメンバー日替わりでMCを務めるラジオ番組。                                                           |

## コラボ・企画
2018年12月1日から31日までの期間、秋葉原のアイスクリームショップ「Yum Yum Monkey」にてコラボレーションを実施していた。ラッピングや既存グッズ、限定グッズの販売、ハートのペンキのMVをディスプレイ放映の他、メンバーをモチーフとした商品を販売。また、6日にはメンバーが一日店長に就任した。
2019年5月10日から24日までアプリゲーム『ドラゴンエッグ』の企画イベントであるドラエグ公式ソングアイドルチャレンジに参加していた。
2019年7月4日から18日まで女子プロレスカードゲーム『リングドリーム 女子プロレス大戦』とコラボしており、日向奈央が本人役としてイベントに登場している。また、カードとして実装されている。
2020年1月6日から19日まで池袋ロフトで『えのぐ定期公演 〜Jump out!〜』のライブフォトの展示や写真を使用した写真展会場限定のフォトグッズを販売する、“えのぐ” Special Live Photo Exhibition 2020が開催された。
2020年4月23日発売のPlayStation 4・Nintendo Switchソフト『ボク姫PROJECT』（日本一ソフトウェア）にえのぐ4人が声優として出演。
2021年5月27日発売のPlayStation 4・Nintendo Switchソフト『探偵撲滅』（日本一ソフトウェア）で鈴木あんずが渋谷探偵役で出演。また、エンディングテーマソング「kotonoha」のボーカルを担当。
2021年6月15日から太鼓の達人スマートフォン（SP）版にて「Original Color Girls!!!!」、「Armor Break」、「Dreamin' World」の3曲が配信された。
2021年6月24日から7月6日までVTuber&Virtual Artist達のコラボカフェリレー「AkibaVTuberCafe」の開催第1弾としてコラボカフェ「喫茶エノグ」を開催した。
2021年6月26日から27日まで銀座ロフトにて「えのぐ Presents Beyond the Dimension Supported by Pop’n’Roll」のメモリアルイベントを開催した。
2022年4月14日から26日まで「喫茶エノグ 第2期」を開催。合わせて、メンバーの成人を祝して「えのぐ成人祝い記念酒」を発売。また、「えのぐ成人祝いお食事会」を開催。
2022年6月25日、白藤環がVTuberのあそびば～ニコニコVパーク内の企画「Vの占い館 #5 ～VTuberの運勢を徹底解剖～」に出演。
2022年8月1日から『日向奈央がプリッとChannel』のエンディングテーマ「Saturday so Happy」のボーカルを担当。
2022年12月1日から2023年1月11日までLIVERTINE AGEでコラボネックレスとコラボトレーナーを販売。
2023年3月1日放送の福島放送『福島県民ラーメン総選挙2023』エンディングテーマに「なんとなく、青」、山形テレビ『われらラーメン王国』エンディングテーマに「イレイザー☆ビーム」が選ばれた。
2023年4月20日から30日まで「喫茶エノグ 第3期」を開催。
2023年4月12日深夜から放送の愛媛朝日テレビ『#えひめジャーニー』OPテーマ曲に「LIVE IV LIFE」が選ばれた。
えのぐとバーチャルアイドルグループ「Palette Project」、VTuber雑誌『VTuberスタイル』のオーディションで選ばれた「釣鐘ふうり」、「柚子花」との総勢13名によるJ-POPをカバーしたコンピレーションアルバム『ColoriAge』をZooo Recordより2023年4月26日にCDアルバム、2023年5月24日にデジタル配信でリリース。なお、本アルバムでは2022年をもって引退した夏目ハルも参加している。
2023年5月1日から15日まで、オンラインくじサイト「RAFFLE」において、えのぐ5th Anniversary Live開催記念ラッフルくじが開催された。
2023年4月30日の『えのぐ青春活動記録-生放送番組 vol.11-』において、マイプロテインとコラボし、マイプロテインえのぐセットの販売、及び5月8日に商品レビューを実施することが発表された。
2023年5月1日より、アートアクアリウム美術館GINZA内の「X Beyond」常設展にて、えのぐとイラストレーター・BLUEとのコラボ作品を展示。
2023年5月16日から31日まで放送されたカラオケ まねきねこの店内番組『ココプラ!』#56にゲスト出演。
2023年7月29日、白藤環がニコニコVTuberウィーク2023夏「白藤環とみる！ 心霊病棟 ささやく死体」に出演し、ホラー映画を実況。
2023年8月26日の「大絶響祭 2023 SUMMER -轟々爛々-」の公演を記念して、ホテルセントラル横浜とえのぐとの前泊専用コラボルーム企画が実施された。また、8月18日から9月3日までオンラインスクラッチくじが開催された。この「大絶響祭 2023 SUMMER -轟々爛々-」において、えのぐ公式X（旧：Twitter）をフォロー及びリポストで第一陣/第二陣それぞれ100名に無料チケットが当たるキャンペーンが実施された。
2023年9月11日の『えのぐ青春活動記録-生放送番組 vol.29-』の告知コーナーにおいて、静岡放送の番組『ヨエロスン』からのVTRが流され、10月8日に日向奈央の地元・静岡県でのヨエロスンとえのぐのコラボイベントが発表された。
2023年10月8日放送の瀬戸内海放送『ダツ瀬戸内海〜ほんこんが見つけたミライの芽〜』で白藤環がアフレコに挑戦、また「燈し火」がタイアップ曲に採用された。
2023年10月27日の朝ノ姉妹ぷろじぇくとの「朝ノ瑠璃主催 歌枠リレー」にえのぐが参加。
2023年11月1日リリースの『太鼓の達人』シリーズのスマホアプリ『太鼓の達人 RHYTHM CONNECT』に「Original Color Girls!!!!」が収録。
2023年11月21日～29日まで、KSB瀬戸内海放送、RNC西日本放送、RSK山陽放送、OHK岡山放送で白藤環が「減塩大作戦 スマ塩」CMナレーションを担当。
2023年11月30日から配信のガリベンガーV特別ゼミに白藤環が出演。
えのぐのアニメ初タイアップとなる、TVアニメ「炎上撲滅！魔法少女アイ子」の4話(CBCテレビ初回放送2024年1月31日)からのED主題歌「今日からヴィラン」(2024年2月1日リリース)をえのぐ×NΦA×そりっどびーつが担当。
2024年3月3日、ミューコミVRで行われているVTuber楽曲ランキング投票で過去2週連続でヴァーチャルバーサーカーが1位となっていることを受けて、えのぐがミューコミVRに出演。
ニコニコ春のVTuberライブ一挙放送で2024年3月25日に大絶響祭 2022 SUMMER【第一陣】【第二陣】、3月30日に大絶響祭 2022 WINTER ☆ Beat of Stellar【第一陣】【第二陣】を放送。
2024年4月5日から21日まで「喫茶エノグ 第4期」を開催。
2024年4月7日、折咲もしゅ主催の新V歌祭にえのぐがゲストとして出演。また同日、ALLVERSE FILM SONIC FESTIVAL 2024 -Symphony-にヴァーチャルバーサーカーのMVを提供。
2024年4月21日放送のミューコミVRのVTuber楽曲ランキング投票企画の結果発表で、えのぐのヴァーチャルバーサーカーの最終順位は2位となった。
2024年5月6日から29日まで行われたミューコミVRのVTuber楽曲ランキング～夏に聴きたい楽曲編～の投票企画で、えのぐの常夏パーティータイムが2位となった。
2024年5月31日～6月23日までえのぐ6周年記念スクラッチを開催。
2024年6月9日にVTuberのあそびば～ニコニコVパーク～の企画でVRアイドルえのぐと観る！「SINGULA」にえのぐ3人が出演し、同時視聴予定であったが、6月8日に発生したニコニコ動画へのサイバー攻撃の影響が長期化したため中止となった。その後、ニコニコ動画が再開したため、改めて8月29日に実施することが発表された。
2024年6月22日に鈴木あんずが42.195kmを走る耐久マラソンをYouTubeで配信。
2024年7月6日に白藤環が100曲歌いきるまで終わらない歌枠をYouTubeで配信。
2024年6月16日から7月3日まで行われたミューコミVRのVTuber楽曲ランキング～ベテラン編～の投票企画で、えのぐの僕色インフィニティが首位を獲得した。
2024年7月13日、七篠さよ主催のNaNaFes歌枠リレーにえのぐが出演。
2024年7月20日、鈍色聴と稲守サクヤW主催の「おもしれー女・・・」歌枠リレーに白藤環が出演。
2024年8月11日、ミソラソラと神崎メイサW主催の「アガれ夏フェス歌枠リレー」に日向奈央が出演。
2024年8月23日、nah 2nd 3DLIVE「Jewelitism」に日向奈央がゲスト出演。
2024年9月19日、AWAラウンジの新番組「ChumuMate」にえのぐが初回ゲストとして出演。
2024年10月13日、らんちぅ寿希主催のロボットアニメオンリー歌枠リレー「大熱唱祭」に白藤環が出演。
2024年11月4日から11月27日まで行われたミューコミVRのVTuber楽曲ランキング～冬に聴きたい楽曲編～の投票企画で、えのぐのPresent for you!が首位を獲得した。
2024年12月14日、TacitlyがMCを務める配信番組「CONNECT V #17」にえのぐが出演。
2024年12月21日、まりなす主催の歌枠リレー「Virtual Street」に日向奈央が出演。
2025年1月10日、白藤環がツクモ応援大使になったことが発表された。任期は2025年1月から3月まで。
2025年1月18日、黄ノ瀬オブリ主催の歌枠リレー「主催V歌枠リレー」にえのぐが出演。
2025年1月28日、巫てんり主催の歌枠リレー「Resonance」にえのぐが出演。
2025年1月13日から2月12日まで行われたミューコミVRのVTuber楽曲ランキング～応援ソング～の投票企画で、えのぐのBRAVERが4位となった。
2025年3月1日、藤音カナデ主催の歌枠リレー「希望の種を紡ぐ歌枠リレー」に白藤環が出演。
2025年3月23日、鏡愛しゅくり主催の歌枠リレー「世界で1番かわいい歌枠リレー」に鈴木あんずが出演。
2025年4月19日、藤音カナデ主催の歌枠リレー「三原色の輝き歌枠リレー」にえのぐが出演。
2025年2月17日から3月5日まで行われたミューコミVRのVTuber楽曲ランキング～卒業ソング編～の投票企画で、えのぐの僕らへの詩が2位となった。
2025年3月10日から4月23日まで行われたミューコミVRのVTuber楽曲ランキング～春の完全フリー編～の投票企画で、えのぐのRe:allが12位となった。また、【こめこねこのオキニ賞】を受賞した。
2025年5月4日にえのぐがMCを務めるラジオ「V Collection」で、V Collection×えのぐのコラボ楽曲第一弾「discover」を発表、及び同日先行DL販売を開始。
2025年6月25日にVコレ第一弾楽曲「discover /えのぐ、C.H.E.T」が各種音楽サイトにて配信開始。
2025年7月17日～20日にえのぐを含む配信番組「CONNECT V」に出演したバーチャルアーティストたちのライブを、カラオケルームでVR体験できる体験会が開催。
2025年7月29日、巫てんり新衣装お披露目3DLIVE Liminalにえのぐがゲスト出演。
2025年7月31日、まりなすの燈舞りん生誕記念歌枠リレー TOMAFES2025に日向奈央が出演。
2025年8月9日、藤音カナデ主催の歌枠リレー「月と太陽の灯り歌枠リレー」に白藤環が出演。
2025年9月20日～28日、鈴木あんずが舞台「REAL AKIBA BOYZ～Over The Future！～」に”バ美肉”人気女の子VTuber「涅槃堂ミコト」役として出演。
2025年8月9日より、トレーディングカードゲーム「NEXUS」にえのぐが登場。